# Supercupa Europei 2014
Supercupa Europei 2014 a fost cea de-a 39-a ediție a Supercupei Europei. Acest meci de fotbal se dispută anual, iar trofeul se joacă între campionii celor două competiții de club europene organizate de UEFA: Liga Campionilor și Cupa UEFA. 
Meciul s-a jucat între Real Madrid și Sevilla. Această partidă a avut loc pe Cardiff City Stadium din Cardiff, Țara Galilor, pe 12 august 2014. Data meciului a fost inițial stabilită la sfârșitul lunii august, dar a fost mutată la mijlocul acestei luni, ca urmare a noilor reglementări din calendarul FIFA.
Real Madrid a câștigat trofeul după ce a învins Sevilla cu scorul de 2–0, ambele goluri fiind marcate de Cristiano Ronaldo.

## Stadion

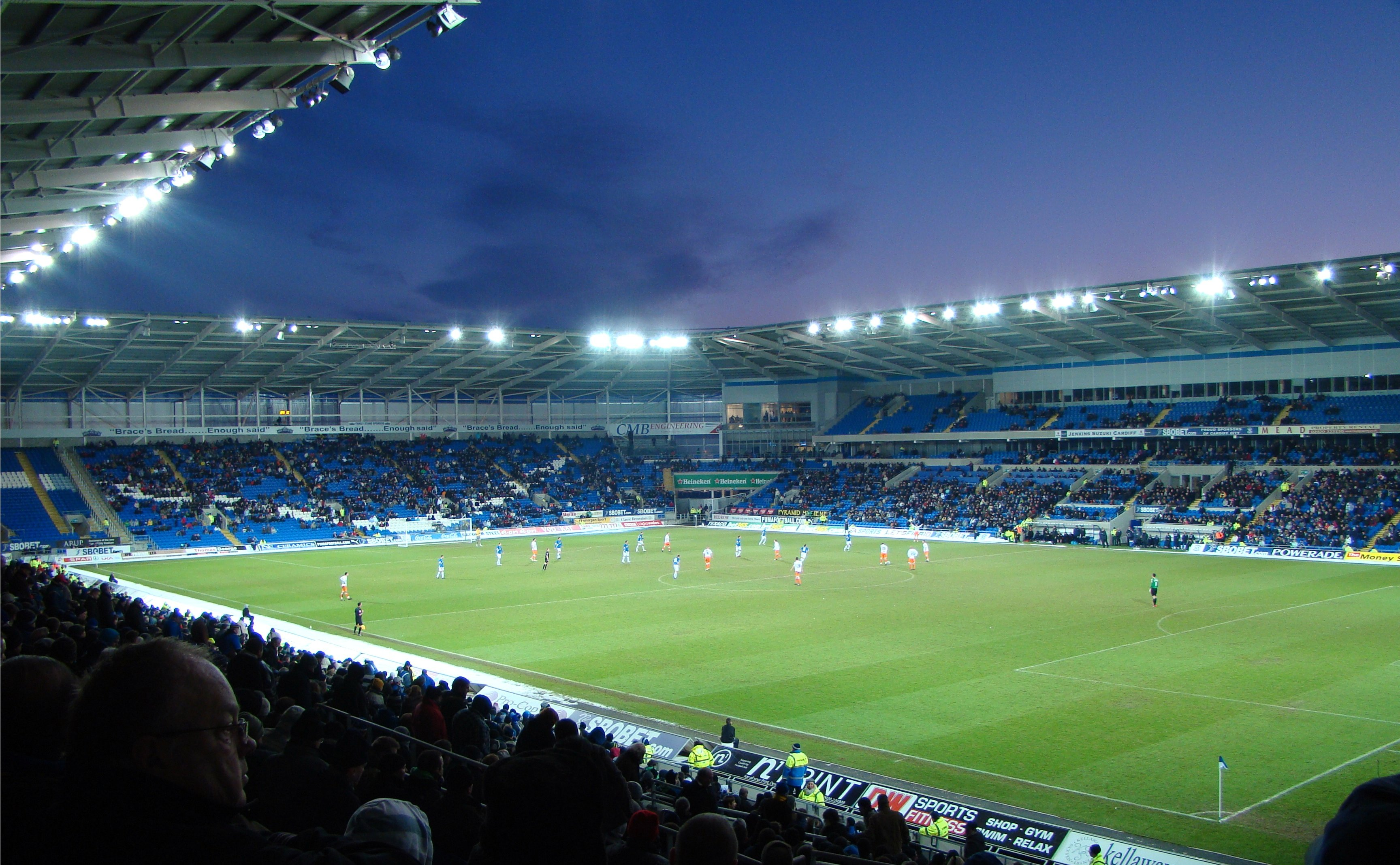
Cardiff City Stadium din Cardiff, Ţara Galilor, a găzduit meciul.

Cardiff City Stadium s-a deschis publicului în iulie 2009. Este stadionul celor de la Cardiff City FC. UEFA a anunțat stadionul pe care se va disputa acest meci la data de 30 iunie 2012. Stadionul va avea o capacitate de 33.000 după ce lucrările de expansiune se vor termina.

## Echipe
Scrisul în aldin arată că echipa a fost campioană în acel an.
| Echipa      | Calificare                                  | Participări anterioare |
| ----------- | ------------------------------------------- | ---------------------- |
| Real Madrid | Câștigătoarea UEFA Champions League 2013–14 | 1998, 2000, 2002       |
| Sevilla     | Câștigătoarea UEFA Europa League 2013–14    | 2006, 2007             |

## Biletele
Vânzarea internațională de bilete s-a desfășurat între 5 și 27 iunie 2014. Biletele au fost disponibile în trei categorii de prețuri: £110, £75 și £40.

## Oficialii meciului
Englezul Mark Clattenburg a fost ales de UEFA pentru a conduce acest meci, iar acesta a fost acompaniat de co-naționalii Simon Beck, Stuart Burt, Darren England, Michael Oliver și Anthony Taylor.
Această finală a fost primul meci dintr-o competiție UEFA care a folosit spuma care dispare.

## Meciul
Mijlocașul lui Real Madrid, Xabi Alonso, a fost suspendat pentru acest meci din cauză că a intrat pe teren în timpul Finalei Ligii Campionilor 2014, meci în care era, de asemenea, suspendat.
Noile achiziții Toni Kroos și James Rodríguez și-au făcut debutul la Real Madrid; altă achiziție, Keylor Navas, a fost o rezervă nefolosită. La Sevilla și-au făcut debutul Denis Suárez, Aleix Vidal și Grzegorz Krychowiak, precum și rezerva Iago Aspas. Nicolás Pareja a jucat pentru Sevilla de vreme ce el a fost cumpărat definitiv de formația spaniolă.
| Real Madrid      | 2–0    | Sevilla |
| ---------------- | ------ | ------- |
| Ronaldo 30', 49' | Report |         |

| Real Madrid | Sevilla |

| P               | 1  | Iker Casillas (c)  |     |     |
| FD              | 15 | Dani Carvajal      | 45' |     |
| FC              | 3  | Pepe               |     |     |
| FC              | 4  | Sergio Ramos       |     |     |
| FS              | 5  | Fábio Coentrão     |     | 84' |
| MC              | 8  | Toni Kroos         | 53' |     |
| MC              | 19 | Luka Modrić        |     | 86' |
| ED              | 11 | Gareth Bale        |     |     |
| MI              | 10 | James Rodríguez    |     | 72' |
| ES              | 7  | Cristiano Ronaldo  |     |     |
| AC              | 9  | Karim Benzema      |     |     |
| Schimbări:      |    |                    |     |     |
| F               | 12 | Marcelo            |     | 84' |
| M               | 23 | Isco               |     | 72' |
| M               | 24 | Asier Illarramendi |     | 86' |
| Antrenor:       |    |                    |     |     |
| Carlo Ancelotti |    |                    |     |     |

| P          | 13 | Beto                |     |     |
| FD         | 23 | Coke                |     | 84' |
| FC         | 21 | Nicolás Pareja      |     |     |
| FC         | 2  | Federico Fazio (c)  |     |     |
| FS         | 3  | Fernando Navarro    | 66' |     |
| MD         | 4  | Grzegorz Krychowiak |     |     |
| MD         | 6  | Daniel Carriço      |     |     |
| ED         | 22 | Aleix Vidal         |     | 66' |
| MI         | 17 | Denis Suárez        |     | 78' |
| ES         | 20 | Vitolo              | 42' |     |
| AC         | 9  | Carlos Bacca        |     |     |
| Schimbări: |    |                     |     |     |
| F          | 5  | Diogo Figueiras     |     | 84' |
| M          | 10 | José Antonio Reyes  |     | 78' |
| A          | 14 | Iago Aspas          |     | 66' |
| Antrenor:  |    |                     |     |     |
| Unai Emery |    |                     |     |     |

| Omul meciului: Cristiano Ronaldo (Real Madrid) Arbitri asistenți: Simon Beck (Anglia) Stuart Burt (Anglia) Arbitri de rezervă: Darren England (Anglia) Michael Oliver (Anglia) Anthony Taylor (Anglia) | Regulile meciului - 90 de minute. - 30 de minute de prelungiri dacă este necesar. - Lovituri de departajare dacă scorul rămâne egal. - Șapte rezerve. - Maximum trei schimbări. |

### Statistici
|                   | Real Madrid | Sevilla |
| ----------------- | ----------- | ------- |
| Goluri marcate    | 1           | 0       |
| Șuturi totale     | 10          | 4       |
| Șuturi pe poartă  | 3           | 2       |
| Parade            | 2           | 2       |
| Posesie           | 58 %        | 42 %    |
| Lovituri de colț  | 9           | 3       |
| Faulturi comise   | 9           | 8       |
| Ofsaiduri         | 2           | 1       |
| Cartonașe galbene | 1           | 1       |
| Cartonașe roșii   | 0           | 0       |

|                   | Real Madrid | Sevilla |
| ----------------- | ----------- | ------- |
| Goluri marcate    | 1           | 0       |
| Șuturi totale     | 8           | 7       |
| Șuturi pe poartă  | 4           | 1       |
| Parade            | 1           | 3       |
| Posesie           | 48 %        | 52 %    |
| Lovituri de colț  | 3           | 5       |
| Faulturi comise   | 8           | 6       |
| Ofsaiduri         | 1           | 0       |
| Cartonașe galbene | 1           | 1       |
| Cartonașe roșii   | 0           | 0       |

|                   | Real Madrid | Sevilla |
| ----------------- | ----------- | ------- |
| Goluri marcate    | 2           | 0       |
| Șuturi totale     | 18          | 11      |
| Șuturi pe poartă  | 7           | 3       |
| Parade            | 3           | 5       |
| Posesie           | 53 %        | 47 %    |
| Lovituri de colț  | 12          | 8       |
| Faulturi comise   | 17          | 14      |
| Ofsaiduri         | 3           | 1       |
| Cartonașe galbene | 2           | 2       |
| Cartonașe roșii   | 0           | 0       |